# Vladislao el Blanco
Vladislao el Blanco (en polaco: Władysław Biały, en húngaro: Fehér Ulászló) (1327 /1333 — 29 de febrero de 1388). Noble polaco de la dinastía de los Piastas. Fue duque de Gniewkowo (1347/1350–1363/1364), y último miembro de la línea de los Piastas de Kuyavia tras su renuncia a todo derecho hereditario en 1377.

## Biografía

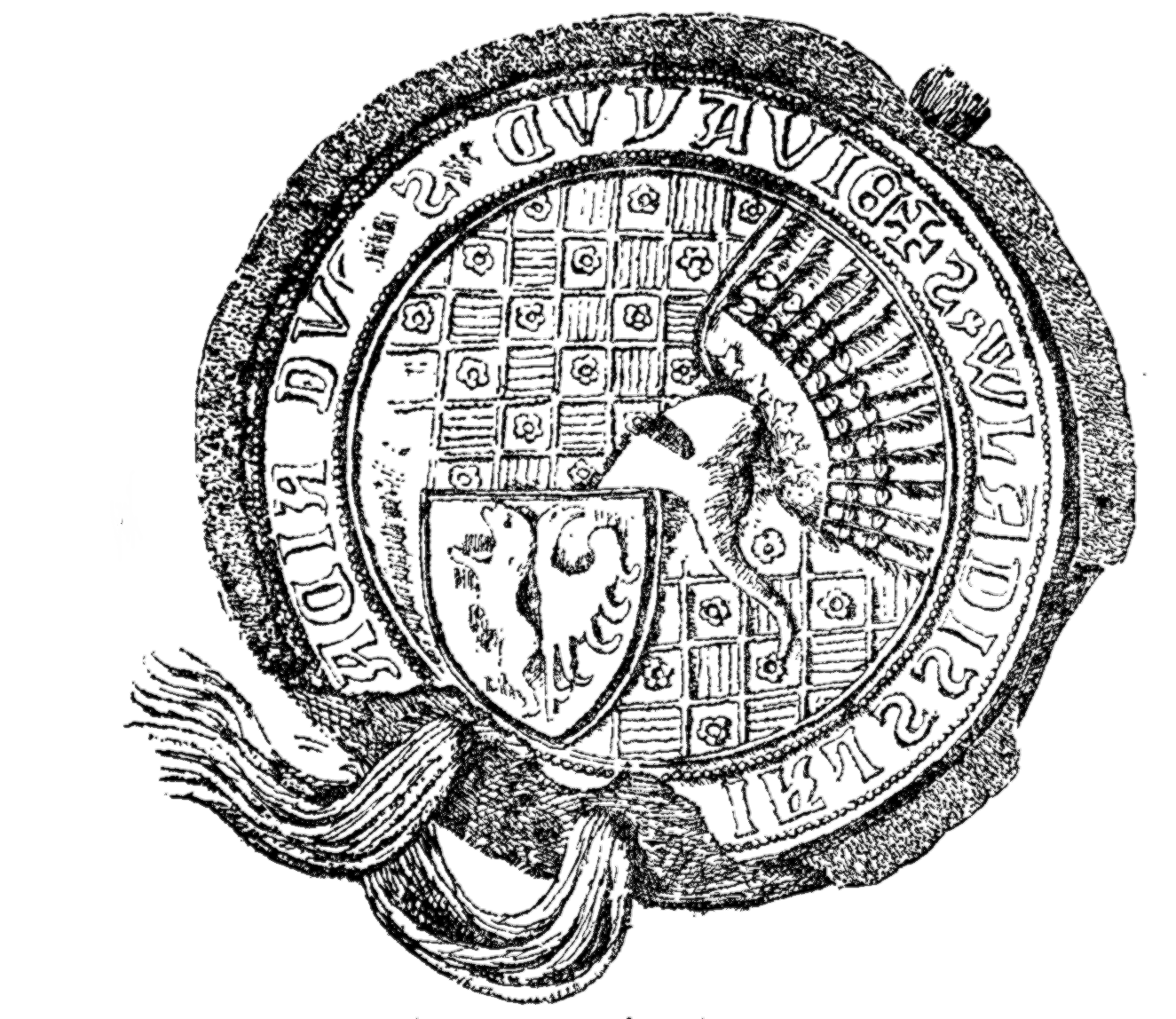
Sello de Vladislao el Blanco de 1355

Vladislao nació como hijo del duque Casimiro II de Kuyavia y de su consorte de nombre desconocido. Entre 1357 y 1360 heredó el ducado de Gniewkowo, un pequeño estado creado por su abuelo el Duque Ziemomysl en 1314 durante la Fragmentación de Polonia. En 1323, su hermana mayor Isabel fue entregada como esposa por el rey Carlos I Roberto de Hungría al gobernador de la región de Bosnia Esteban II Kotromanic, pues en 1320 el rey húngaro había desposado a la hija del rey Vladislao I de Polonia (parientes de Vladislao el Blanco y su hermana mayor Isabel). En 1359 Vladislao el Blanco se casó con Isabel, la hija del duque Alberto de Strzelce y tras la muerte de ella (1363/1364) decidió vender sus tierras a su pariente, el rey Casimiro III de Polonia por 1000 florintes italianos.
Luego de esto partió en un muy largo viaje de peregrinación en el cual visitó Malbork, Praga, Tierra Santa y Jerusalén, para terminar finalmente en Francia ante el papa Urbano V en Aviñón. En Francia primero entró en un monasterio de la Orden del Císter en 1366, sin embargo luego de un año se mudó a uno benedictino en Dijon. 
Tras la muerte de su padre el duque Casimiro II de Kuyavia en 1370, Vladislao decidió regresar a su ducado, sin embargo no tuvo éxito en obtener la liberación de sus votos sagrados. Al morir sin descendencia masculina, el fallecido rey Casimiro III de Polonia, había nombrado como su heredero a su sobrino el rey Luis I de Hungría. El religioso entonces acudió ante Luis I pidiendo asistencia, ya que este había desposado a Isabel Łokietek, hija del rey Vladislao I de Polonia, primo de Ziemomysl, el abuelo de Vladislao. Sin embargo, el rey húngaro se negó a ayudarle y ante esto, Vladislao comenzó a reclamar el trono de Polonia para sí mismo amenazando con iniciar una guerra contra Luis I. Luego de fallar en obtener el trono, Vladislao y Luis I acordaron que el rey húngaro le otorgaría 10 000 florines y el rango de abad de la Abadía de Pannonhalma, a cambio de que el noble polaco renunciase al trono. Este acuerdo se consumó exitosamente y Vladislao fue abad casi por una década hasta 1379, cuando Luis I cesó en pagarle la suma prometida. Vladislao regresó a Kuyavia, presionando a Luis I a pagarle el dinero, pero al poco tiempo regresó al monasterio en Dijon.
Luego de la muerte de Luis I en 1382 el papa Clemente VII lo liberó inmediatamente de sus votos sagrados, pero Vladislao quizás ya por su avanzada edad no manifestó pretensiones por el trono polaco. Murió en Dijon en 1388 cerca de los 60 años de edad.